# Madelyn Pugh

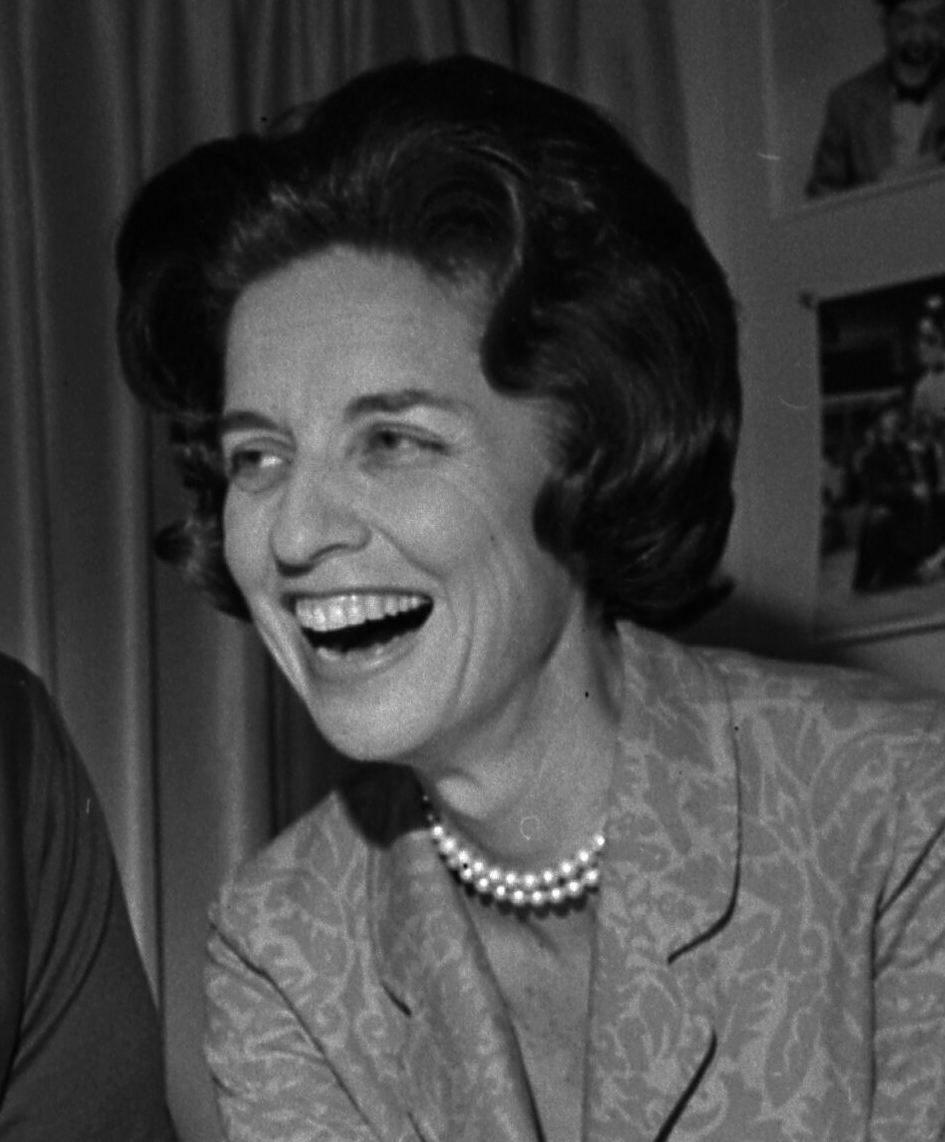
Madelyn Pugh (1966)

Madelyn Pugh (* 15. März 1921 in Indianapolis, Indiana; † 20. April 2011 in Los Angeles, Kalifornien; durch Heirat auch Madelyn Martin und Madelyn Davis) war eine US-amerikanische Drehbuchautorin und Fernsehproduzentin.

## Leben
Pugh schloss 1942 ihr Journalismus-Studium an der Indiana University ab und begann ihre Karriere als Autorin für CBS Radio. Dort lernte sie Bob Carroll Jr. kennen, mit dem sie bis zu dessen Tod 2007 zusammenarbeitete. Erstmals schrieben sie bei der Radioserie My Favorite Husband für Lucille Ball. Als die höchst erfolgreiche Radioserie später in eine Fernsehserie mit Lucille Ball und deren Ehemann Desi Arnaz adaptiert wurde, waren Pugh und Carroll an der Konzeption beteiligt. Zwischen 1951 und 1957 entstanden 157 Folgen der Serie; an allen Folgen wirkten Pugh und Carroll mit. Sie wurden für ihre Drehbücher drei Mal für den Emmy nominiert. Nach dem Ende der Serie waren beide an den nachfolgenden Produktionen Hoppla Lucy!, Here’s Lucy und Life with Lucy beteiligt.
Zwischen 1977 und 1981 waren Pugh und Carroll Produzenten der mit dem Golden Globe ausgezeichneten Sitcom Imbiss mit Biss mit Linda Lavin in der Hauptrolle.
Pugh war in zweiter Ehe verheiratet. Aus der ersten Ehe mit dem Fernsehproduzenten Quinn Martin ging ein Kind hervor.

## Filmografie (Auswahl)

### Drehbuchautorin
- 1951–1957: I Love Lucy
- 1957: The Lucy-Desi Comedy Hour
- 1962–1966: Hoppla Lucy! (The Lucy Show)
- 1967–1969: The Mothers-In-Law
- 1970–1973: Here’s Lucy
- 1976: Mr. T and Tina
- 1977: Imbiß mit Biß (Alice)
- 1986: Life with Lucy

### Produzentin
- 1977–1981: Imbiß mit Biß (Alice)

## Auszeichnungen
- 1955: Emmy-Nominierung für I Love Lucy
- 1956: Emmy-Nominierung für I Love Lucy
- 1971: Emmy-Nominierung für Here’s Lucy